# Катеначо (Фођа)
Катеначо (итал. Catenaccio) је насеље у Италији у округу Фођа, региону Апулија.
Према процени из 2011. у насељу је живело 43 становника. Насеље се налази на надморској висини од 231 м.